# Thiersee
Thiersee è un comune austriaco di 2 888 abitanti nel distretto di Kufstein, in Tirolo.